# くいしんぼうのカレンダー
「くいしんぼうのカレンダー」は、1975年12月から翌1976年1月までの2か月間、NHKの『みんなのうた』で放送された楽曲。作詞：仲倉重郎、作曲：中田喜直、歌：やまがたすみこ・杉並児童合唱団。

## 概要
1年間の各月の旧名（旧暦の和風月名）と季節の行事などを織り込みながら、その月にふさわしい和菓子を取り上げる、わらべ歌風の楽曲である。テレビ放送では、和服を着た若い女性が様々な背景の中で和菓子を賞味する映像が流された。
12か月のすべての月の名称を歌い込んではおらず、歌詞に登場しない月もある。
やまがたすみこの歌は、1977年6月発売のLP『NHKみんなのうた ひげなしゴゲジャバル』（規格品番：CW-7138）に収録されている。

### 内容
| 月   | 旧称               | 歌われている菓子                         | 歌われている風物 | 備考                     |
| ---- | ------------------ | ---------------------------------------- | ---------------- | ------------------------ |
| 1月  | 睦月（むつき）     | 椿餅（つばきもち）                       | 羽根突き         |                          |
| 2月  | 如月（きさらぎ）   | 鶯餅（うぐいすもち）                     | 梅の花           | 歌詞には如月の語はない。 |
| 3月  | 弥生               | 草餅、菱餅、雛あられ                     | 春一番 、雛祭り  |                          |
| 4月  | 卯月               | 桜餅                                     | 花見             |                          |
| 5月  | 皐月（さつき）     | 柏餅                                     | 端午の節句       | 歌詞には皐月の語はない。 |
| 6月  | 水無月（みなづき） | 水羊羹（みずようかん）                   | 早苗、衣替え     |                          |
| 7月  | 文月（ふづき）     | ところてん                               | 梅雨明け、七夕   |                          |
| 8月  | 葉月               | 宇治金時                                 | プール           | 歌詞には葉月の語はない。 |
| 9月  | 長月               | おはぎ、月見団子、栗鹿の子（くりかのこ） | 彼岸花           |                          |
| 10月 | 神無月             | 葛餅（くずもち）                         | 桔梗             |                          |
| 11月 | 霜月               | 酒饅頭                                   | 木枯らし         | 歌詞には霜月の語はない。 |
| 12月 | 師走               | きなこ餅、あん餅                         | 餅つき、大晦日   |                          |

## カバー
- 長谷川直子、ひばり児童合唱団 - キングレコード版カバー音源。1976年3月発売『NHKみんなのうたより Vol.12』（規格品番：SKM-2241）に収録。
- 島田祐子 - ポリドール版カバー音源。1976年12月21日発売『NHKみんなのうたより オナカの大きな王子さま』（規格品番：MQ-1016）に収録。
- 少年少女合唱団みずうみ - 東芝版カバー音源。1977年1月発売『NHKみんなのうたより はじめての僕デス』（規格品番：TC-50067）に収録。
- 岡浩也 - ユニオン版カバー音源。1976年発売のシングル『北風小僧の寒太郎』B面に収録。
- 斎藤こず恵 - フィリップス版カバー音源。1976年12月発売『こず恵ちゃんと歌おう みんなのうた 山口さんちのツトム君』（規格品番：FS-5504）に収録。

## 再放送
- 1976年12月 - 1977年1月
- 1984年12月 - 1985年1月
- 1986年12月 - 1987年1月
- 1999年2月 - 3月：ラジオのみ放送。
- 2010年2月 - 3月：地上デジタル難視衛星放送のサービス放送にも。
- 2011年4月：『みんなのうた・スペシャル 1970’s セレクション』でも放送された。
- 2021年12月
- 2024年12月 - 2025年1月